# Nationaler Fernwanderweg Ostsee-Saaletalsperren
De Nationaler Fernwanderweg Ostsee-Saaletalsperren is een langeafstandswandelpad in Duitsland. Het (met een blauwe balk op witte achtergrond) bewegwijzerde pad is 1500 kilometer lang, van Kaap Arkona tot Ziegenrück. Het pad werd gecreëerd door de Kulturbund der DDR in de jaren 1960.